# Institut africain des métiers de l'aérien
L’Institut africain des métiers de l'aérien (IAMA) est une société anonyme de droit malien créée en 2005 spécialisée dans la formation pour les opérateurs du transport aérien. Le siège de l’IAMA est situé à l’aéroport international Modibo-Keïta.
L’IAMA a été initié par l’Agence pour la sécurité de la navigation aérienne en Afrique et à Madagascar (ASECNA) et la compagnie aérienne Air France.   